# Daniel Nestor
Daniel Nestor (né Danijel Nestorović), né le 4 septembre 1972 à Belgrade, est un joueur de tennis professionnel canadien d'origine serbe.
Vainqueur des quatre tournois du Grand Chelem, du Masters, de la médaille d'or olympique ainsi que des neuf différents Masters 1000, Daniel Nestor a remporté tous les grands titres du tennis en double.

## Biographie
En 1976, sa famille quitte la Yougoslavie pour s'établir à Toronto (Canada). Il devient professionnel à 19 ans, c'est à cet âge qu'il bat le no 1 mondial Stefan Edberg lors d'une rencontre de Coupe Davis au Canada sur moquette indoor (4-6, 6-3, 1-6, 6-3, 6-4). Il reste à ce jour le joueur le moins bien classé à avoir battu un no 1 mondial en exercice, étant classé 238e au moment de sa victoire face au suédois. Spécialiste du double messieurs dont il fut no 1 mondial pendant 108 semaines, il a gagné au moins un titre par an depuis 1994 (soit 23 saisons consécutives) pour un total de 91 trophées dont les quatre tournois du Grand Chelem, chacun des Masters 1000 au moins une fois (pour un total de 28), les Masters à quatre reprises (2007, 2008, 2010 et 2011) ainsi que le titre olympique en 2000 à Sydney aux côtés de son compatriote Sébastien Lareau.
Après avoir surtout joué avec le Bahaméen Mark Knowles, il fait équipe avec le Serbe Nenad Zimonjić en octobre 2007 jusqu'en fin de saison 2010 pour faire équipe avec le Biélorusse Max Mirnyi.
Début 2016, il remporte son 1000e match de double, devenant le premier joueur à réaliser cette performance dans l'histoire de l'ATP.
Il a également gagné quatre titres du Grand Chelem en double mixte au cours sa carrière : à l'Open d'Australie en 2007, 2011 et 2014 (respectivement associé à Elena Likhovtseva, Katarina Srebotnik et Kristina Mladenovic), et à Wimbledon en 2013 avec Kristina Mladenovic.

## Résultats en Coupe Davis
(16 avril 2017).
| Simple                   | Double                   |
| ------------------------ | ------------------------ |
| Victoire(s) - Défaite(s) | Victoire(s) - Défaite(s) |
| 15 - 15                  | 32 - 11                  |